# Royal White
Royal White là một giống cừu nội địa ở Hoa Kỳ do William Hoag phát triển tại trang trại cừu Dorpcroix ở Hermleigh, Texas. Nó là một giống lai được lai tạo để sản xuất nhiều thịt hơn, ít béo hơn và ít len hơn với mục tiêu sản xuất thịt nạc mềm. Loài này có khả năng kháng bệnh. Royal White sản xuất thịt nhiều hơn cừu Dorper và cừu Katahdin (loại lấy lông cừu). Thịt mềm với vị ngọt dịu. Da có chất lượng của hàng may mặc và có thể được tách ra. Loài này được tạo ra bằng cách sử dụng các đặc điểm của cừu St Croix và cừu Dorper và sau đó tính trạng tiêu cực của chúng được loại bỏ thông qua việc chọn lọc trong nhiều năm. Royal White mọc một sợi lông với lớp lông tơ rụng vào mùa thu và tự rụng lông tự nhiên vào mùa xuân, do đó chi phí cắt lông được giảm thiểu. Đây là giống cừu mới đầu tiên ở Hoa Kỳ trong hơn 25 năm phát triển cho hiệu suất cao và bảo trì thấp.

## Đặc điểm
Royal White là một giống cừu để lấy lông, và mục đích là để có một con cừu với tỷ lệ tốt, nơi cơ thể là gần đủ để mặt đất để động vật mất ít nhiệt cho môi trường trong thời tiết khắc nghiệt. Royal White có màu trắng tinh khiết với đôi tai được giữ theo chiều ngang và không có sừng. Cừu đực của giống này cân nặng giữa 185 và 235 lb và cừu cái nặng giữa 175 và 210 lb.
Thịt cừu của giống này đang phát triển nhanh, mạnh mẽ và ít mỡ, tạo ra đàn cừu có tỷ lệ thịt thăn cao, mang lại 54% thịt với trọng lượng 50 kg (110 lb). [2] Nghiên cứu về tính kháng bệnh của giống này với bệnh scrapie và các ký sinh trùng khác đang được thực hiện.